# Condados Unidos de Prescott y Russell
Los Condados unidos de Prescott-Russell (en francés: Comtés unis de Prescott et Russell, en inglés: United Counties of Prescott-Russell) son un conjunto de condados situados al este de la provincia de Ontario. En 2006, contaban con una población de 80.184 habitantes.
Este condado es el único de la provincia que cuenta con una amplia mayoría francófona, los dos tercios de la población (o sea aproximadamente 50 000 personas).

## Municipios de Prescott-Russell
- Cantón de Alfred e Plantagenet
- Pueblo de Casselman
- Cantón de Champlain (Ontario)
- Ciudad de Clarence-Rockland
- Ciudad de Hawkesbury
- Cantón de Hawkesbury Est
- Municipio de Al Naton
- Cantón de Russell

## Personalidades

### Francófonos
- André Benoit (jugador profesional de hockey sobre hielo)
- Roch Castonguay (actor)
- Véronic Dicaire (cantante)
- Royal Galipeau (político)
- Pierre Lemieux (político)
- Yvon Malette (autor)
- Martin St. Pierre (jugador profesional de hockey)
- Paul-Emile Rochon (médico)

### Anglófonos de Prescott-Russell
- Stephane Yelle (jugador canadiense de hockey)

## Las comunidades principales
- Alfred
- Bourget
- Casselman
- Embrun
- Hawkesbury
- Limoges
- L'Orignal
- Plantagenet
- Rockland
- Pueblo de Russell
- St-Albert
- St-Isidore

- Datos: Q1815593
- Multimedia: Prescott and Russell United Counties, Ontario / Q1815593